# اللهیار صالح
اللّهیار صالح  (۲۷ اردیبهشت ۱۲۷۶ – ۱۲ فروردین ۱۳۶۰) سیاست‌مدار، وزیر، سفیر، نماینده دوره ۱۶ و ۲۰ مردم کاشان و آران و بیدگل در مجلس شورای ملی و از رهبران جبهه ملی ایران و حزب ایران بود.

## زندگی و تحصیلات
اللّهیار صالح آرانی در ۲۷ اردیبهشت ۱۲۷۶ در آران و بیدگل به دنیا آمد. پدرش میرزا حسن خان مبصرالممالک نایب‌الحکومه آران، بیدگل و نوش آباد بود. برادران صالح هشت نفر بودند که در حلقه دوستان به «صلحا» شهرت داشتند و از این میان سلیمان صالح، علی پاشا صالح و جهانشاه صالح از سایرین معروف تر هستند. سرهنگ جلیل بزرگمهر وکیل دکتر مصدق در دادگاه نظامی نیز داماد این خانواده بود. اللهیار صالح پس از تحصیلات مقدماتی، در کالج آمریکایی تهران ادامه تحصیل داد و مترجم سفارت آمریکا در تهران شد. در همین منصب با احمدشاه قاجار ملاقات کرد و نقش کوچکی در تصویب نشدن قرارداد ۱۹۱۹ ایفا کرد.

## دوران رضا شاه
در اوائل سال ۱۳۰۶ که علی‌اکبر داور بتازگی عهده‌دار وزارت عدلیه شده و تشکیلات عدلیه را به هم ریخته بود تا دادگستری نوین ایران را پی‌ریزی کند، الهیار صالح را دعوت به کار در عدلیه کرد. صالح مشاغل قضائی را از بازپرسی آغاز کرد و به مدعی‌العمومی (دادستانی) اصفهان و مستشاری دیوان کیفر رسید.
در سال ۱۳۱۲ که داور وزیر مالیه شد، صالح را هم با خود به آن وزارت‌خانه برد و رئیس انحصار تریاک و سپس رئیس گمرکات کرد. صالح سپس مدیرکل وزارت دارایی شد. پس از خودکشی داور در بهمن ۱۳۱۵ محمود بدر جای او را گرفت و صالح را معاون خود کرد.
الهیار صالح در ۲۷ دی ماه ۱۳۱۸ به سمت مسئول سازمان پیشاهنگی و تربیت بدنی ایران منصوب شده و تا ۳۱ تیرماه ۱۳۱۹ در این سمت باقی می‌ماند در این سمت او برای اولین بار بودجه تفضیلی ورزش ایران و مسابقات قهرمانی کشور را پایه‌گذاری می‌کند. وی همچنین آیین‌نامه جدیدی برای سازمان تربیت بدنی و پیشاهنگی تصویب می‌نماید و در این دوره برای نخستین بار برای ورزش دختران مدال تخصیص داده می شود.
در آبان ۱۳۱۸ احمد متین دفتری به نخست‌وزیری رسید و سرتیپ رضاقلی امیرخسروی در کابینه‌اش عهده‌دار وزارت دارایی شد. او در چهارم بهمن ۱۳۱۸ الهیار صالح را به عنوان معاون مالی وزارت دارایی به مجلس شورای ملی معرفی کرد.امیرخسروی تأکید رضاشاه بر وزرات مالیه را به اطلاع صالح رساند که شاه هر پیشامدی در وزرات دارایی را از چشم ما خواهند دید. اللّهیار صالح تا اواسط بهمن ۱۳۱۹ معاون وزارت دارایی ماند اما به دلیل اختلاف میان رضاشاه، وزیر کشور و صالح بر سر چگونگی تنظیم بودجه کشور، از معاونت کناره‌گیری کرد.
صالح بعد از کناره‌گیری از کار مدتی را در تهران، خرمشهر و کاشان گذراند؛ اما تمایل رضا شاه برای برقراری ارتباط با آمریکا باعث شد دوباره او را به کار فرا بخواند. به صالح مأموریت داده شد به عنوان سفیر به آمریکا برود و طرح قراداد تجاری اقتصادی ایران و آمریکا را تنظیم کند. اما ورود متفقین به ایران و سقوط رضاشاه باعث شد دوره سفارت صالح کوتاه و او به تهران فراخوانده شود.

## دوران محمدرضا شاه
صالح در بازگشت به تهران با محمدرضا شاه ملاقات کرد در این دیدار شاه تأکید کرد که پدرش سفارش کرده که او از راهنمایی صالح استفاده کند. در ابتدا صالح به ریاست بانک رهنی ایران رسید و در هنگام تصدی این پست به هندوستان سفر کرد.
اولین تجربه صالح در کسوت وزارت به کابینه احمد قوام و وزارت دارایی وی مربوط می‌شود. پس از حادثه هفدهم آذر ۱۳۲۱ که شماری از اعضای دولت قوام‌السلطنه از جمله سید باقر کاظمی وزیر دارایی استعفا دادند، قوام اللهیار صالح را در ششم بهمن به عنوان وزیر دارایی به مجلس معرفی کرد. او در این سمت چند برخورد جزئی با قوام داشت که مهم‌ترین آن‌ها به مخالفت صالح با اعزام علی امینی به آمریکا مربوط می‌شود.
پس از استعفای قوام در ۲۴ بهمن، علی سهیلی که جانشین او شد، صالح را در مقام وزارت دارایی نگاه داشت. اما در اردیبهشت سال بعد صالح از دولت سهیلی خارج شد. صالح در کابینه دوم ساعد و کابینه اول ابراهیم حکیمی وزارت دادگستری را عهده‌دار بود، در این دوران هیاتی سه نفره برای رسیدگی به وضعیت قضات دادگستری تشکیل داد. در کابینه دوم حکیمی وزیر مشاور و سپس وزیر کشور شد. در دولت قوام‌السلطنه در سال ۱۳۲۵ مدتی وزیر دادگستری بود.

## فعالیت‌های حزبی

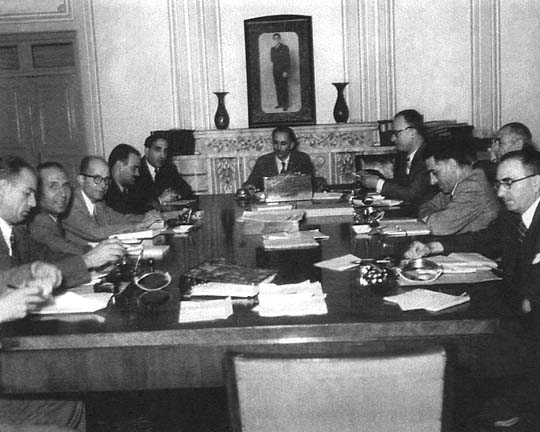
جلسه کمیسیون نفت- اللّهیار صالح در میانه عکس

صالح ابتدا در کسوت عضوی ساده به حزب ایران پیوست و بعدها رهبری این حزب را در دست گرفت. در ۱۳۲۴ حزب ایران در یک اشتباه سیاسی به رهبری وی با حزب توده و فرقه دموکرات آذربایجان ائتلاف کرد؛ ولی به زودی به این اشتباه پی برد. حزب ایران به رهبری او در سال ۱۳۲۸ با ائتلاف با احزاب آزادی مردم ایران (نهضت سوسیالیست‌های خداپرست، پان‌ایرانیسم، زحمتکشان ایران و چند سازمان ملی)، جبهه ملی ایران را به رهبری محمد مصدق تشکیل دادند.
در ۱۳۳۵ به عنوان رهبر حزب ایران با انتشار اعلامیه‌ای از دکترین ترومن حمایت کرد. در ۱۳۳۹ در انتخابات دوره بیستم مجلس شورای ملی از کاشان انتخاب شد. این دوره مجلس دیری نپایید و شاه مجلس را منحل کرد. هم‌زمان با آن صالح به کمک دیگران فعالیت در جبهه ملی دوم را آغاز کرد.

### همکاری با مصدق
صالح در سال ۱۳۲۸ به جبهه ملی پیوست و در انتخابات مجلس شانزدهم از طرف مردم کاشان به نمایندگی انتخاب شد و از جمله یاران و همکاران نزدیک مصدق شد. صالح در خاطراتش می‌نویسید: «در دوران دو ساله نمایندگی بیشتر اوقات اینجانب در راه ملی شدن صنایع نفت و استیفای حقوق ازدست‌رفته ایران و اداره‌نمودن کمیسیون مختلط نفت که ریاست آن به اینجانب تفویض شده بود، مصروف گردید.»
همین‌طور وی در زمستان ۱۳۳۰ در میانه انتخابات دوره هفدهم وزیر کشور کابینه مصدق شد و انتخابات را به انجام رساند و پیش از گشایش مجلس از سمت وزارت کشور کنار رفت. در شهریور ۱۳۳۱ از طرف دکتر مصدق به عنوان سفیر به آمریکا رفت تا مناسبات دو کشور را بهبود بخشد و مانع از جانبداری آمریکا از انگلستان در مناقشه نفت گردد.
صالح در این دوران تلاش کرد شرکت‌های نفتی بی‌طرفی را به خرید نفت ایران متقاعد کند. در روزهای آخر کابینه مصدق او تلاش کرد که مقامات آمریکا را از فکر اقدام علیه دولت ایران منصرف کند، او در بخشی از گزارش خود به نخست‌وزیر آورده بود:
بعد از عدم موافقت دولت ایران با آخرین پیشنهاد دولت انگلستان رؤسای درجه اول آمریکا ظاهراً از خود یک نوع حالت خشم و عصبانیت نسبت به ایران ابراز می‌دارند و به جای این که با دلسوزی و همدردی مشکلات ما را در نظر بگیرند و راه چاره‌ای برای آن بیندیشند از یک طرف رویه بی‌اعتنایی پیش گرفته و از طرف دیگر هر وقت فرصتی به دست می‌آید به بهانه‌ای اظهارات غیردوستانه نسب به ایران می‌نمایند.
صالح چند روز پس از کودتای ۲۸ مرداد از مقام سفارت استعفا داد و از قبول شغل در کابینه کودتا خودداری کرد. صالح بعد از کودتای ۲۸ مرداد چند سالی در انزوا بود.

### پس از کودتا
در دوره بیستم مجلس شورای ملی در سال ۱۳۳۹ با عضویت در «جبهه ملی دوم» از طرف مردم کاشان به نمایندگی انتخاب شد. صالح در این مجلس فعالیت زیادی در انتقاد از سیاست‌های شاه داشت تا مجلس در سال ۱۳۴۰ منحل شد و اللّهیار صالح همراه با چند تن از سران جبهه ملی مانند: کریم سنجابی، داریوش فروهر، شاپور بختیار، ادیب برومند، مهندس بازرگان زندانی شد.
محمدرضا شاه پس از انتصاب اسدالله علم به نخست‌وزیری با تسلط بر ارتش و ساواک و نیروهای انتظامی در صدد برآمد اصلاحات مورد نظراش را پیاده کند.
شاه که به عمق نارضایتی‌های مردم آگاه بود در صدد برآمد از نفوذ جبهه ملی در جامعه استفاده کند و با واگذاری مناصب و پست‌هایی به چند تن از رهبران جبهه با آن‌ها معامله نماید برای این منظور علم را مأمور کرد با اللّهیار صالح تماس بگیرد و دربارهٔ پیشنهادش با او مذاکره کند. این مذاکرات در سه نوبت در منازل علم و صالح صورت گرفت؛ ولی چون شاه با پیشنهاد جبهه ملی در خصوص اکتفا به سلطنت و عدم دخالت در حکومت و اجرای قانون اساسی موافقت نکرد مذاکرات بدون نتیجه پایان پذیرفت.

### دهه چهل
در دیماه ۱۳۴۱ هم‌زمان با رفراندوم شش ماده‌ای موسوم به «انقلاب سفید» نخستین کنگره «جبهه ملی ایران» با شرکت نمایندگان منتخب احزاب و سازمان‌های سیاسی تشکیل دهنده «جبهه ملی» تشکیل شد و با پیام مصدق گشایش یافت. در این کنگره اللّهیار صالح به عنوان رئیس هیئت اجرایی جبهه ملی گزارش مفصلی از اوضاع نابسامان کشور که در نتیجه دخالت‌ها و اعمال بی‌رویه شاه به وجود آمده بود تقدیم کرد و سپس به ریاست کنگره انتخاب شد. صالح در اردیبهشت ۱۳۴۳ به دلیل اختلاف با نظرات دکتر مصدق دربارهٔ شیوه کار و تغییر اساس‌نامه جبهه استعفا داد و از این تاریخ به بعد از فعالیت‌های سیاسی کناره‌گیری کرد.
در سال ۱۳۴۴ خورشیدی، به همت افتخارالاسلام آرانی، علی تشکری آرانی و اللّهیار صالح، کتابخانه آستان امامزاده محمد هلال بن علی آران و بیدگلی تأسیس شد. صالح از اعضای انجمن آثار ملی بود.

## انقلاب ۱۳۵۷
اللّهیار صالح در همه‌پرسی نظام جمهوری اسلامی در ایران به همراه داریوش فروهر حاضر شد و به برقراری نظام جمهوری اسلامی در ایران رأی داد. وی در برابر دوربین تلویزیون گفت:
خوشحالم که پیش از مرگ به جمهوری اسلامی رای می‌دهم.

## وصیت‌نامه
اللّهیار خان صالح در حدود یکسال قبل از مرگ، وصیت‌نامه‌ای نوشت. در متن این وصیت‌نامه آمده‌است:
وصیت نامهٔ اینجانب اللهیار فرزند حسن نام‌خانوادگی صالح دارای شناسنامه شماره ۲۲۱۵۸
انا لله وانا الیه راجعون
بازماندگان عزیز عمر من به حساب قمری از ۸۴ سال گذشته‌است. دو سه مطلب را به عنوان وصیت از شما تقاضا دارم:
۱) از دعوت اشخاص برای تشییع جنازه خودداری و جسد مرا به اسرع اوقات در نزدیکترین گورستان عمومی، زیر آسمان باز بدون اتاق و سرپوش دفن کنید.
۲) از تشکیل مجلس ختم و هفت و غیره بکلی صرف نظر کنید و پولی که مطابق معمول به مصرف این کارها می‌رسد به هیئت امنای امامزاده محمد هلال بدهید که برای کتابخانهٔ آنجا صرف شود. رابط من با کتابخانه در این تاریخ آقای علی رجبی آرانی دفتردار اسناد رسمی شماره ۱۶ کاشان میدان کمال الملک می‌باشد که تلفن آن ۰۲۵۲۱–۲۳۹۱ است والسلام علیکم ورحمه‌الله وبرکاته
اللهیار صالح پانزده فروردین پنجاه و نه… جمعه ۱۸ جمادی‌الاولی ۱۴۰۰
... با این همه پس از مرگ وی هم تشییع جنازهٔ باشکوهی از او انجام شد و هم مجلس یادبودی در ۲۰ فروردین همان سال برگزار گردید.